# Cape Murmanskiy
Cape Murmanskiy (russisch Мыс Мурманскиь Mys Murmanski, deutsch ‚Kap Murmansk‘) ist ein Kap an der Prinzessin-Astrid-Küste des ostantarktischen Königin-Maud-Lands. Es liegt 40 km nordnordöstlich von Leningradskiy Island auf der Westseite des Lasarew-Schelfeises.
Wissenschaftler einer sowjetischen Antarktisexpedition kartierten es 1959 und benannten es nach der Stadt Murmansk. Das Advisory Committee on Antarctic Names übertrug diese Benennung im Jahr 1971 ins Englische.